# 丰蒂阿尔卡达 (佩纳菲耶尔)
丰蒂阿尔卡达是葡萄牙波尔图区的一个堂区。总面积5.35平方公里，总人口1591人，人口密度297.4人/平方公里。